# Гарден-Рут (національний парк)
Національний парк «Гарден-Рут» — національний парк у Південній Африці. Це прибережний заповідник, відомий своїми недоторканими лісами, вражаючою береговою лінією та "стежкою Видри". Його було засновано 6 березня 2009 року шляхом об’єднання існуючих національних парків Цицікамма, Вілдернесс, національного озера Книсна та інших земель, що перебувають у державній власності.
Парк має площу 1,210 км². Парк включає суцільний комплекс із приблизно 605 км² незайманих гірських лісів.
Національний парк «Гарден-Рут» має приємний помірний клімат; це унікальне місце в Африці, як єдина область, де опади випадають протягом усього року.